# Thornburghiella kovari
Thornburghiella kovari är en tvåvingeart som beskrevs av Jezek 1993. Thornburghiella kovari ingår i släktet Thornburghiella och familjen fjärilsmyggor. Inga underarter finns listade i Catalogue of Life.